# Ferrovia governativa cipriota
La Ferrovia governativa cipriota (in inglese Cyprus Government Railway, il cui acronimo è CGR) era una ferrovia a scartamento ridotto (2 piedi e 6 pollici, pari a 762 mm) con trazione a vapore esistente nell'isola di Cipro durante il periodo coloniale britannico. La linea governativa venne dismessa nel 1951.

## Storia

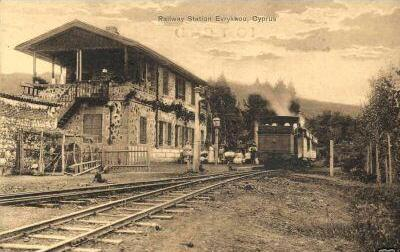
Stazione di Evrychou, 1915

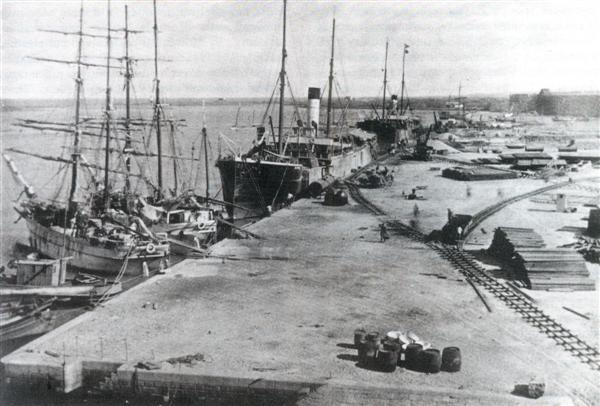
Porto di Famagosta con i binari di raccordo

### Premesse
Nel 1878, in seguito alla Convenzione di Cipro con cui il Regno Unito assumeva il protettorato dell'isola, venne insediato al governo di essa, con il titolo di alto commissario, Garnet Wolseley; questi manifestò molto presto l'intenzione di far costruire una ferrovia sull'isola, utile dal punto di vista logistico, sia militare che civile, dato lo stato precario delle comunicazioni dell'isola, ma l'incertezza che ancora gravava sulla durata del mandato britannico ne frenò la realizzazione per molto tempo. Nel luglio del 1903, Frederick Shelford presentò uno studio di fattibilità per una linea ferrata avente origine a Famagosta e termine a Karavostasi, via Nicosia e Morphou, il cui costo venne preventivato in 141.526 Sterline.

### Realizzazione

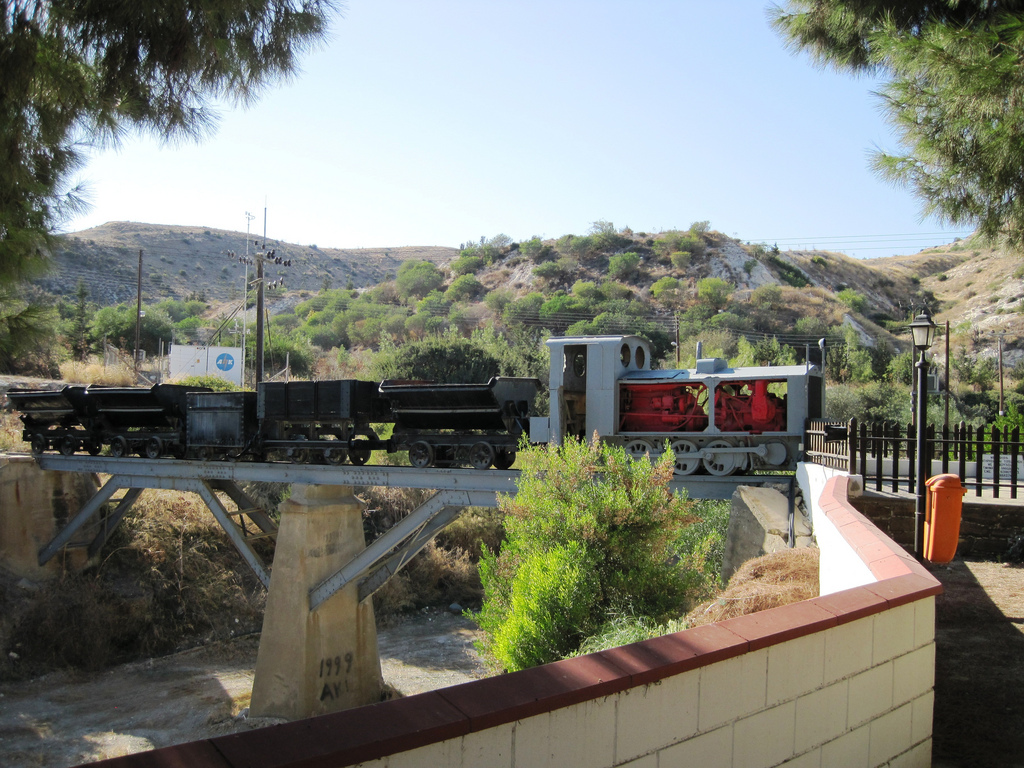
Treno minerario preservato esposto a Kalavasos/Asgata

Il progetto fu approvato nel mese di novembre del 1903 e venne creata la struttura governativa per la gestione della ferrovia (che prese il nome di Cyprus Government Railway, acronimo CGR); i lavori di costruzione iniziarono nel 1904. Venne realizzata un'estensione della linea di 1,6 km, da Famagosta porto verso sud fino a Varosha. La prima sezione della linea, Famagosta-Nicosia, fu inaugurata il 21 ottobre 1905 dall'allora alto commissario, Charles Anthony King-Harman. I lavori sulla seconda sezione, Nicosia-Morphou, lunga 39 km, iniziarono nel luglio 1905; il 31 marzo 1907 anche questa venne inaugurata. Tre anni dopo, tuttavia, il costo preventivato della ferrovia era stato superato per cui, in seguito a uno studio condotto da Bedford Glasier che venne pubblicato in gennaio 1913, venne deciso di porre il termine della linea a Evrychou. La costruzione della terza sezione Morphou-Evrychou, di 24 km, iniziò nel novembre 1913 e si concluse con l'inaugurazione il 14 giugno 1915. La linea venne impegnata dal trasporto di truppe e di armamenti britannici in seguito allo scoppio della prima guerra mondiale; l'isola infatti si trovò coinvolta direttamente dato che la Turchia aveva dichiarato guerra all'Inghilterra e questa aveva proceduto immediatamente all'annessione.
Dopo il 1916 vennero realizzati progressivamente i tratti ferroviari, dello stesso scartamento (762 mm), per il trasporto minerario in seguito alle concessioni ottenute dalla compagnia statunitense Cyprus Mines Corporation (acronimo CMC) per lo sfruttamento dei giacimenti di rame, di cromo e di asbesto. Il collegamento con la ferrovia governativa era nei pressi di Evrychou. Le miniere erano dislocate nella Valle di Solea. I porti di imbarco del minerale di calcopirite (rame) erano Xeros e Karavostasi nell'area nord occupata dalla Turchia nel 1974.
Durante i moti dell'ottobre 1931 (Enōsis) vennero asportati un centinaio di metri di rotaie della ferrovia, ritenuta simbolo dell'occupazione coloniale britannica. Nel corso della seconda guerra mondiale fu nuovamente utilizzata per il trasporto di truppe tra il porto di Famagosta, l'aeroporto di Nicosia e varie altre località. Il suo tracciato fu dunque un obbiettivo degli attacchi aerei dell'Asse. Al termine della guerra (tra 1946-1949) la ferrovia venne impiegata per il trasporto di decine di migliaia di profughi ebrei al campo di internamento di Karaolos.
La CGR giunse a possedere in totale, 12 locomotive a vapore, alcuni automotori, 17 carrozze viaggiatori e circa 200 carri merci di vario tipo. La CGR impiegava complessivamente circa 200 persone.

### Crisi e chiusura
Le difficoltà economiche di gestione iniziarono a manifestarsi già all'inizio degli anni trenta; a causa della mancanza di utili, dal 1932, il terminale occidentale della linea venne arretrato a Kalo Khorio Lefkas. Passato il periodo bellico, nel 1948, venne limitato fino all'aeroporto di Nicosia. All'inizio degli anni cinquanta, date le condizioni precarie delle infrastrutture che richiedevano cospicui investimenti per essere ammodernate e la concorrenza dalla rete stradale il governo dell'isola prese la decisione di interrompere definitivamente la rete ferroviaria. L'ultimo treno partì dalla stazione di Nicosia alle ore 14:57 del 31 dicembre 1951 e giunse a Famagosta alle ore 16:38. Due anni dopo (1953) furono smontati i binari e messi in vendita assieme a 10 delle 12 locomotive e a buona parte del materiale rotabile; se li aggiudicò la società Meyer Newman & Co per un prezzo complessivo di 65.626 £. Solo la piccola locomotiva n. 1 venne conservata ed esposta come monumento all'esterno della stazione di Famagosta. Il materiale infrastrutturale ex CGR ha trovato altri tipi di impiego, alcune stazioni furono demolite, altre trasformate in posti di polizia, magazzini, depositi, alloggi o altre destinazioni d'uso.

### Quanto rimane della rete
Non esistono più ferrovie operanti a Cipro. La ferrovia statale (Cyprus Government Railway), di scartamento 762 mm, lunga 122 km, venne interamente chiusa nel 1951. Sopravvissero le tratte a servizio delle miniere di rame, cromo e amianto. La ferrovia della Cyprus Mines Corporation, con uguale scartamento, nella Solea Valley, venne chiusa in seguito all'invasione turca del 1974; la parte mineraria a nord era stata tagliata fuori dal resto della linea a causa della linea di confine. La tratta mineraria Vasilikos-Drapia (miniere di rame)-Kalavasos (Asgata) porto venne chiusa poco tempo dopo, nel 1976. Da allora tutto il materiale rotabile è rimasto in semi-abbandono .
Tracce di strutture ferroviarie si trovano nell'area di Morphou; in un parco si trova esposta la locomotiva CMC n.3, di rodiggio 1-4-1T costruita da Baldwin (n.57790/24). 
Altri residui abbandonati della ex flotta di veicoli si trovano nei pressi del vecchio porto di imbarco a Xeros e a Gemikonagi nella zona cuscinetto delle Nazioni Unite.
Nella stazione restaurata di Evrychou, con un tratto di binario, si trova il  "Cyprus Railway Museum" .

## Caratteristiche

### Percorso
|  | Unknown route-map component "exENDEa" | Pier |

| Unknown route-map component "exBHF" |

| Unknown route-map component "exHST" |

| Unknown route-map component "exHST" |

| Unknown route-map component "exHST" |

| Unknown route-map component "exBHF" |

| Unknown route-map component "exHST" |

| Unknown route-map component "exHST" |

| Unknown route-map component "exHST" |

| Unknown route-map component "exHST" |

| Unknown route-map component "exHST" |

| Unknown route-map component "exBHF" |

| Unknown route-map component "exHST" |

| Unknown route-map component "exHST" |

| Unknown route-map component "exHST" |

| Unknown route-map component "exHST" |

| Unknown route-map component "exHST" |

| Unknown route-map component "exHST" |

| Unknown route-map component "exBHF" |

| Unknown route-map component "exHST" |

| Unknown route-map component "exHST" |

| Unknown route-map component "exHST" |

| Unknown route-map component "exBHF" |

| Unknown route-map component "exHST" |

| Unknown route-map component "exHST" |

| Unknown route-map component "exHST" |

| Unknown route-map component "exHST" |

| Unknown route-map component "exBHF" |

| Unknown route-map component "exHST" |

| Unknown route-map component "exHST" |

| Unknown route-map component "exHST" |

| Unknown route-map component "exHST" |

| Unknown route-map component "exABZgr+r" |

| Unknown route-map component "exBHF" |

| Unknown route-map component "exHST" |

| Unknown route-map component "exHST" |

| Unknown route-map component "exKBHFe" |

La lunghezza totale della linea "governativa" era di 122 km lungo la quale erano in funzione 39 tra stazioni e fermate le cui più importanti erano Famagosta, Prastio Mesaoria, Angastina, Trachoni, Nicosia, Kokkinotrimithia, Morphou, Kalo Chorio ed Evrychou.
Le stazioni erano munite di cartelli trilingue (greco, turco e inglese).

## Materiale rotabile

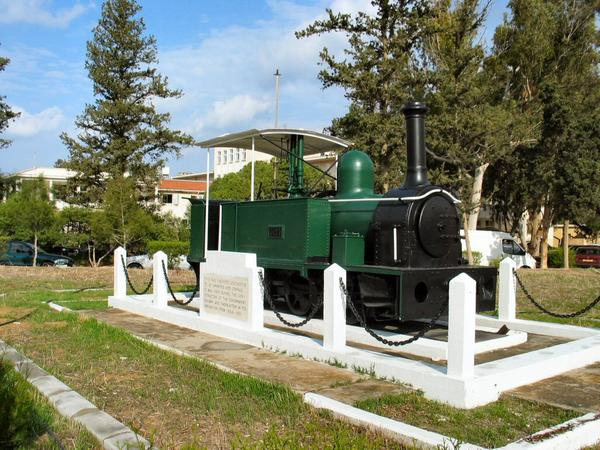
Locomotiva n. 1 esposta nei pressi della stazione di Famagosta

### Locomotive
La linea ha utilizzato durante la sua esistenza operativa 12 locotender a vapore. Di queste, la n. 1 è stata principalmente usata per la manovra portuale a Famagosta:
| Numero | Rodiggio | Fabbrica                   | N. di fabbrica | Anno di fabbricazione | Note                            |
| ------ | -------- | -------------------------- | -------------- | --------------------- | ------------------------------- |
| 1      | 0-3-0    | Hunslet Engine Company     | 846            | 1904                  | Preservata, esposta a Famagosta |
| 11-12  | 2-2-0    | Nasmyth Wilson and Company | -              | -                     | ?                               |
| 21-23  | 1-3-0    | Nasmyth Wilson and Company | -              | 1904                  | ?                               |
| 31-32  | 1-3-1    | Nasmyth Wilson and Company | -              | -                     | ?                               |
| 41-44  | 2-4-2    | Kitson and Company         | -              | -                     | ?                               |

### Automotori
Complessivamente si trattava di 9 unità:
- 4 autobus su rotaia da 12 posti, costruiti da D Wickham & Co nel 1934[8]
- 3 veicoli di servizio da 5 posti, costruiti da Drewry Car & Co. nel 1932[9].
- 2 automotrici da 16 posti.

### Carrozze e carri merci
Il materiale trainato era costituito da 17 carrozze viaggiatori a carrelli di cui una era adibita al governatore e alle autorità. Il parco merci comprendeva circa 200 tra carri chiusi, carri per trasporto di bestiame e carri pianale a sponde basse e sponde alte (il carro freno chiuso n. 152 è esposto al Laiki Cultural Centre).

## Traffico
I collegamenti della Cyprus Government Railway riguardarono sia servizi pubblici civili che operazioni militari o governative:
- collegamenti merci da e per il porto di Famagosta
- trasporto di legname dalle zone boschive dei monti Troodos alle città servite
- treni merci per conto della Cyprus Mines Corporation
- le stazioni offrivano oltre ai servizi merci e viaggiatori anche quelli telefonici, telegrafici e postali
- i treni della CGR smistavano anche la posta che giungeva al porto di Famagosta dall'Egitto (Khedivial Mail Line)[12]

L'esistenza della ferrovia arrecò molti benefici alla popolazione di Cipro, ma il suo traffico fu essenzialmente di merci. La chiusura fu decretata per ragioni esclusivamente economiche quando il traffico stradale le sottrasse progressivamente la maggior parte dell'utenza viaggiatori e gran parte del trasporto di merci. Nel complesso la CGR ha trasportato 3.199.934 tonnellate di merci e 7.348.643 passeggeri nel corso della sua storia.

## Altre linee
Oltre la CGR, a Cipro esistevano alcune tratte ferroviarie a servizio delle miniere di rame operate dalla compagnia statunitense Cyprus Mines Corporation (CMC). Esse furono operative fino al 1974; l'ultimo tratto fu abbandonato due anni dopo. 
La rete ferroviaria mineraria della CMC ha usato sia locomotive a vapore costruite da Baldwin Locomotive Works che locomotive Diesel di varia fabbricazione (Vulcan, Orenstein & Koppel, a partire dagli anni trenta).